# Ферри де Крой
Ферри де Крой (фр. Ferri de Croÿ; ум. 27 июня 1524) — сеньор дю Рё, Борен, Лон, Лонпре и Анже-сюр-Сомм, государственный деятель Габсбургских Нидерландов.

## Биография
Сын Жана I де Кроя, сеньора дю Рё, и Жанны де Крезек.
Советник и камергер эрцгерцога, а позднее императора Максимилиана Габсбурга.
В 1505 году на капитуле в Мидделбурге принят в рыцари ордена Золотого руна.
Гофмаршал и главный дворцовый распорядитель императора Карла V, главный конюший, пэр и хлебодар Эно, губернатор города и замка Эден, губернатор и капитан-генерал Артуа.
Участвовал в Гельдернской войне и войне Камбрейской лиги, где был взят в плен венецианцами.
В 1516 году сопровождал Карла Габсбурга в поездке в Испанию.
Предположительно, был покровителем поэта и хрониста Никеза Ладама, гербового короля Максимилиана I и Карла V.
Погребен в церкви аббатства Сен-Фёйян, ордена премонстрантов, в Эно.

## Семья
Жена (контракт 26.04.1691): Ламберта де Бримё (ок. 1474—27.05.1556), дочь Ги де Бримё, сеньора де Эмберкура, и Антуанетты де Рамбюр
Дети:
- Адриен де Крой (ум. 5.06.1553), граф дю Рё. Жена (9.08.1531): Клод де Мелён (ум. 1566), дочь Франсуа де Мелёна, графа д'Эпинуа, и Луизы де Фуа-Кандаль
- Ферри де Крой, сеньор де Фромессан. Был холост
- Эсташ де Крой (1503 или 1505—3.10.1538), епископ Арраса
- Мария де Крой (ум. 6.06.1546), дама де Лонпре. Муж (1529): Адриен де Буленвийе, виконт де Дрё